# Медаља човјекољубља (Црна Гора)
Медаља човјекољубља је одликовање Црне Горе. Медаља је установљена 5. маја 2005. године доношењем Закона о државним одликовањима и признањима. Додјељује је предсједник Црне Горе. Медаља човјекољубља додјељује се за лично дјело помоћи болесним, рањеним, прогнаним или избјеглим лицима, изван и изнад захтјева дужности.

## Изглед ордена
На лицу Медаље је сплет стилизованих кружних линијских форми, са основном кружном формом у средни и четири мање форме са спољашње стране чији се линијски изводи завршавају стрелицама унутар основног круга, формирајући нову кружну цјелину. На наличју Медаље, у горњем дијелу, полукружно, латиничним писмом исписан је текст Медаља човјекољубља, испод којег је хоризонтално у пет редова исписан текст: колико до вас стоји имајте мир са свијем људима..